# Gjon Mili

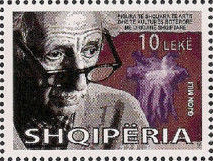
Albanische Briefmarke mit Porträt Milis

Gjon Mili (* 28. November 1904 in Korça, Albanien; † 14. Februar 1984 in Stamford, Connecticut) war ein albanisch-amerikanischer Fotograf.

## Leben und Wirken
Mili kam 1923 in die Vereinigten Staaten. Er absolvierte ein Elektroingenieurstudium am MIT (Abschluss 1927) und arbeitete 1928 bis 1938 als Ingenieur bei Westinghouse Electric (Beleuchtungstechnik) in Cambridge (Massachusetts). Fotografie brachte er sich selbst bei. Ab 1939 (bis zu seinem Lebensende) war er freischaffender Fotograf insbesondere für das Life Magazine tätig. Im selben Jahr zog er nach New York. Zahlreiche seiner Fotos wurden in Life veröffentlicht, und er hatte schon zu Lebzeiten mehrere Ausstellungen in New York. Für Magazine fotografierte er unter anderem Pablo Casals in Prades im französischen Exil, Pablo Picasso in Südfrankreich (beim Zeichnen mit Licht), Adolf Eichmann in Jerusalem, Jean-Paul Sartre und Edith Piaf in Paris, Irland und seine Bewohner. Er fotografierte auch Hollywood-Stars wie Paul Newman (sowie die Standfotos des Films Exodus), Sportereignisse wie Boxkämpfe von Joe Louis, Konzerte, Tanz, Theater, Oper und Musical, Skulpturen und Architektur (wie in Florenz und Venedig). Mitte der 1940er Jahre war er Assistent des Fotografen Edward Weston.
Mili arbeitete mit Harold Edgerton vom MIT ab den 1930er Jahren zusammen in der Nutzung sehr kurzer Blitzlicht-Impulse für Hochgeschwindigkeitsaufnahmen. Außerhalb wissenschaftlicher Anwendungen war er ein Pionier in der Nutzung von Stroboskopie und elektronischem Blitzlicht, z. B. von Tänzern und beim Sport („Stop Action“ Fotografien).
Im Jazz ist er für seinen Kurzfilm Jammin’ the Blues (für Warner Brothers, Norman Granz war „Technical Director“) von 1944 bekannt, den er mit Norman Granz realisierte und in dem bekannte Jazzmusiker wie Lester Young, Sweets Edison, Illinois Jacquet, Barney Kessel und Jo Jones auftreten. Er selbst war nicht an der Kamera (sondern Robert Burks), hinterließ aber sein Markenzeichen in den verwendeten Techniken (Vielfachbilder der Musiker, Beleuchtung der Tänzer u. a.). Gemeinsam mit Granz realisierte er auch den Musikfilm Improvisation (1950); 1955 filmte er auch Dave Brubeck und sein Quartett (Stompin' for Mili).

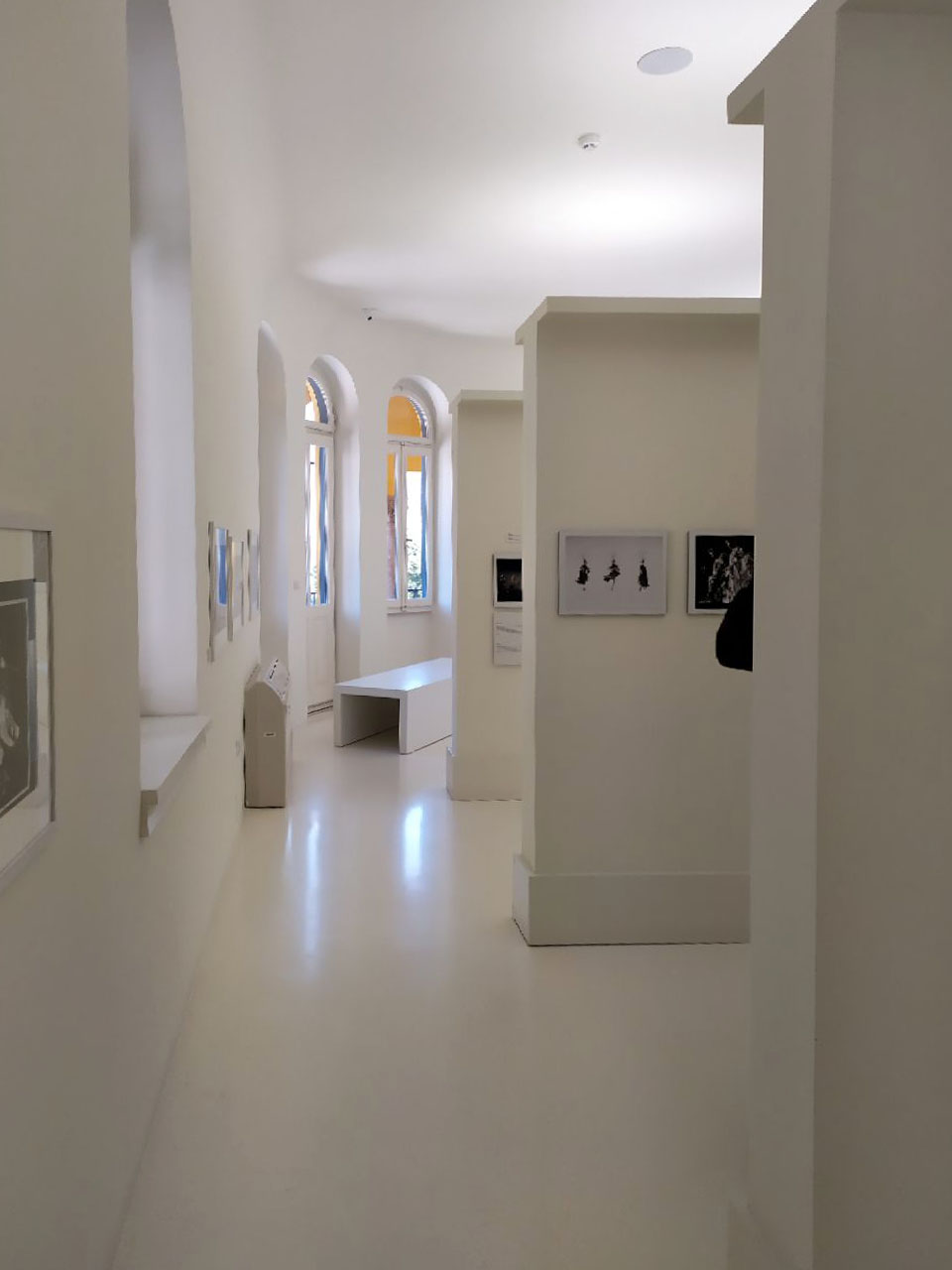
Ausstellungsräume des Museums in Milis Geburtshaus in Korça

Mili veröffentlichte mehrere Bücher mit seinen Fotografien. Ein Museum im Geburtshaus widmet sich seinem Schaffen und zeigt 240 seiner Fotografien.